# Ален (Сома)
Ален (фр. Allaines) насеље је и општина у североисточној Француској у региону Пикардија, у департману Сома која припада префектури Перон.
По подацима из 2011. године у општини је живело 418 становника, а густина насељености је износила 50,0 становника/km². Општина се простире на површини од 8,36 km². Налази се на средњој надморској висини од 67 метара (максималној 136 m, а минималној 47 m).

## Демографија
| 1962. | 1968. | 1975. | 1982. | 1990. | 1999. | 2011. |
| ----- | ----- | ----- | ----- | ----- | ----- | ----- |
| 348   | 376   | 375   | 465   | 429   | 395   | 418   |

График промене броја становника у току последњих година